# Agrilus oblongus
Agrilus oblongus är en skalbaggsart som beskrevs av Fisher 1928. Agrilus oblongus ingår i släktet Agrilus och familjen praktbaggar. Inga underarter finns listade i Catalogue of Life.